# Володимир Конєв
Володимир Конєв (18 червня 1989 , Харків ) — український баскетболіст. Гравець «Дніпра» та збірної України.

## Досягнення
Хімік
- Чемпіон України (2): 2014/15, 2015/16
- Срібний призер чемпіонату України (2): 2013/14, 2016/17
- Володар Кубку України (1): 2016

 Черкаські Мавпи
- Чемпіон України (1): 2017/18

 Будівельник
- Чемпіон України (1): 2022/23
- Дніпро
 Чемпіон України (1): 2023/24